# Casiano Alguacil
 (août 2025).
Pour les articles homonymes, voir Alguacil.
Casiano Alguacil Blazquez (Mazarambroz, province de Tolède, 14 août 1832 - Tolède, 3 décembre 1914) est un photographe espagnol.

## Biographie

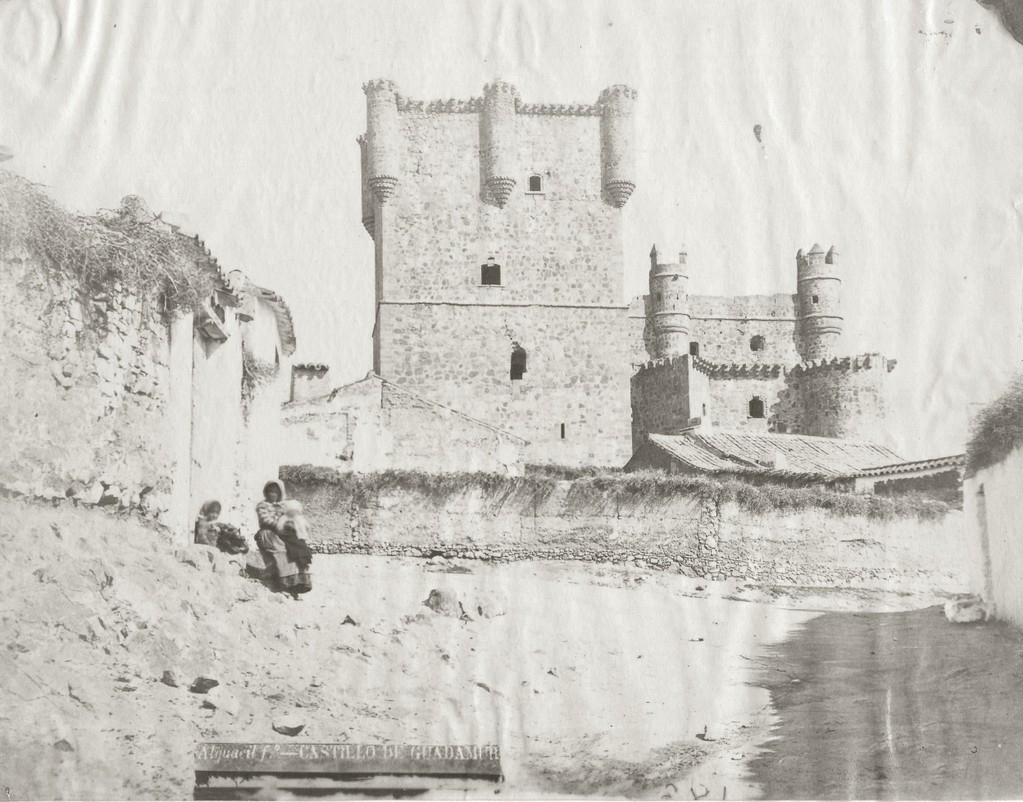
Château de Guadamur, 1875

Alguacil fut d'abord charpentier. Il apprit la photographie à Madrid et s'établit à Tolède en 1862.
À partir de 1866, il s'attela à un ambitieux projet, le Musée de la photographie qui envisageait de rassembler des vues de Tolède et des autres villes espagnoles, des monuments et des portraits de personnalités. 
Alguacil fut aussi une personnalité politique, républicain pendant les Sexenio Democrático (1968) et élu en 1870.
Il publia un livre, le Guía práctica de Toledo y su provincia en 1901. En 1906, il fit don de ses négatifs à la municipalité de Tolède en l'échange d'une rente. D'autres de ses œuvres sont conservées à The Hispanic Society of America.
Alguacil mourut pauvre et abandonné à l'hopital de la Miséricorde de Tolède en 1914.

## Référence
- (es) Cet article est partiellement ou en totalité issu de l’article de Wikipédia en espagnol intitulé « Casiano Alguacil » (voir la liste des auteurs).